# Чачак
Чачак (на сръбски: Чачак) е град в Централна Сърбия. Според преброяването от 2002 има население от 117 072 души. Градът е административен център на община Чачак и се намира на възлово място свързващо вътрешната (континентална) верига на Динарите и сръбския исторически регион Шумадия.

## История
На мястото на днешен Чачак е съществувало средновековното селище Градац, средище на владенията на Срацимир Завидович.

## Известни личности
Родени в Чачак
- Добривое Видич (1918 – 1992), политик
- Драгослав Андрич (1923 – 2005), писател
- Богомил Гюзел (р. 1939), македонски писател
- Коста Новакович (1886 – 1938), политик
- Милан Стоядинович (1888 – 1961), политик
- Боян Шоптраянов (р. 1937), македонски химик
- Сава Боич (р. 1953), сръбски китарист,
- Лазар Маркович (р. 1994), футболист

Починали в Чачак
- Михаило Велич (1877 – 1941), фолклорист
- Степа Степанович (1856 – 1939), офицер

## Побратимени градове
Катерини (Гърция)

 Филипои (Гърция)

 Братунац (Босна и Херцеговина)

 Хан Пийесяк (Босна и Херцеговина)

 Турчиянска Теплица (Словакия)